# Isou
Pour les articles homonymes, voir Isou (homonymie) et Isw.
Isou est un souverain égyptien présumé de la VIIIe dynastie.
Son nom a été retrouvé indirectement car le nom basilophore d’un prince se nommant Isou-Ânkh (la partie Isou est inscrit dans un cartouche ; le signe hiéroglyphique ânkh et le déterminatif de l'homme assis suivent ce cartouche) a été découvert sur une inscription au Gebel Silsileh, plus précisément en face du village Shébaïtekh, :

« Le fils du roi [...], le prêtre-lecteur en chef Isou-Ânkh. »